# 니나노난다
니나노 난다(NINANO NANDA)2010년 대한민국에서 결성된 혼성 듀오로써 전통 판소리 창법과 현대적 창법을 넘나드는 여성보컬‘장군’과 전자음악가‘신행’으로 이루어져 있다. 한국 전통 판소리의 '창자'와 '고수'의 주고받기 형식을 접목시켜 국내 최초 '퓨쳐 판소리'라는 장르를 개척하였다.

## 앨범
- future pansori 우주전 2011.2.16 정규 1집 발매
- 타임머신 2011.6.15 디지털 발매
- 사운드픽션 2011.12.29 디지털 발매
- Moon Flower(月見花) 2012.10.26 싱글 발매
- 메신저(Messenger) 2014.4.10 정규 2집 발매

## 공연
2012년 3월 한달 동안 태국 최고의 덥(DUB) 뮤지션이자 세계적인 스카밴드 T-bone의 리더 Ga-Pi와 함께 태국에서 GAPI MEET NINANO NANDA 라는 타이틀로 성공적인 투어를 마치고 돌아왔다.
2013년 5월 13일부터 19일까지 독일 베르린에서 열린 International Performance Festival Berlin 2013에 초청되어 개막 오프닝과 피날레 콜라보레이션 공연을 하고 돌아왔다.
2014년 2월 세계적 프로듀서 매드 프로페서(Mad Professor)에게 공식 초청을 받아 런던의 아리와(Ariwa) 스튜디오에서 매드 프로페서와 '아리랑' 곡 콜라보레이션 레코딩을 하고 돌아왔다.